# La Duquesa
La duquesa és un telefilm espanyol el principal argument del qual és la vida de Cayetana Fitz-James Stuart, la XVIII  Duquessa d'Alba.

## Argument
EL telefilme relata en dos capítols la història de Cayetana Fitz-James Stuart, l'actual Duquesa d'Alba, des del seu naixement fins a finals dels anys 70. El guió està basat en els llibres Cayetana de Alba, pasión andaluza i Álbum privado de la duquesa de Alba, tots dos de Concepción Calleja, úniques biografies autoritzades per l'aristòcrata.
En el primer capítol es narra el naixement de Cayetana en 1926, la seva infància, la primerenca mort de la seva mare, l'exili a Londres des de la guerra civil, el retorn a Espanya, el seu romanç frustrat amb el torero Pepe Luis Vázquez, el seu matrimoni amb Luis Martínez de Irujo, la mort del seu pare i el naixement dels seus sis fills.
El segon episodi comença amb la malaltia de Luis Martínez de Irujo, que el porta a la mort en 1972. Aquesta segona part se centra en les relacions de Cayetana amb els seus fills, especialment amb el seu primogènit Carlos, en la creació de la Fundació Casa d'Alba i en la relació sentimental de la Duquessa amb Jesús Aguirre, per a acabar amb les seves noces en 1978.

## Repartiment
- Irene Visedo com Cayetana (etapa jove).
- Adriana Ozores com Cayetana (etapa madura).
- Roberto Enríquez com Luis Martínez de Irujo.
- Carlos Hipólito com Jesús Aguirre.
- Diego Martín com Carlos Fitz-James Stuart y Martínez de Irujo.
- Manuel de Blas com XVII Duc d'Alba, pare de Cayetana.
- Carlos García com Pepe Luis Vázquez.
- Carmen Sánchez com Cayetana (etapa infantil).
- Carlota Boza com Eugenia Martínez de Irujo (etapa infantil).
- Marta Marco com XVI Duquessa d'Aliaga, mare de Cayetana.
- Karmele Aramburu com a institutriu.
- Santiago Meléndez com a majordom.
- Primitiu Daza com a professor de flamenc.
- Carlos Olalla com a metge.

## Seqüela
A causa de l'èxit d'audiència dels dos primers episodis, Telecinco decideix rodar una seqüela que compti el segon matrimoni de la Duquessa d'Alba (1978–2001). Aquest segon telefilm, també en dos capítols, és protagonitzat per Adriana Ozores, Carlos Hipólito i Diego Martín en els mateixos papers i s'emet un any després, a l'abril de 2011.
En el nou repartiment destaquen:
- Marián Álvarez com Matilde de Solís-Beaumont.
- Javier Collado com Cayetano Martínez de Irujo.
- Natalia Sánchez com Eugenia Martínez de Irujo.
- Miguel Diosdado com Francisco Rivera Ordóñez.
- Leire Martínez com Alicia Koplowitz.

## Episodis i audiències
| Temporada | Temporada | Episodis | Estrena            | Final              | Audiència mitjana | Audiència mitjana | Audiència mitjana |
| Temporada | Temporada | Episodis | Estrena            | Final              | Espectadors       | Quota             |                   |
| --------- | --------- | -------- | ------------------ | ------------------ | ----------------- | ----------------- | ----------------- |
|           | 1         | 2        | 13 d'abril de 2010 | 20 d'abril de 2010 | 4 186 000         | 22,2%             |                   |
|           | 2         | 2        | 4 d'abril de 2011  | 12 d'abril de 2011 | 2 138 000         | 11,3%             |                   |
| Total     | Total     | 4        | 2010               | 2011               | 3 162 000         | 16,8%             |                   |

### Primera part
| Núm. (sèrie) | Núm. (temp.) | Títol                         | Director (és)  | Data d'emissió     | Audiència         |
| ------------ | ------------ | ----------------------------- | -------------- | ------------------ | ----------------- |
| 1            | 1            | «La vida de Cayetana de Alba» | Salvador Calvo | 13 d'abril de 2010 | 4 182 000 (21,5%) |
| 2            | 2            | «La búsqueda de la libertad»  | Salvador Calvo | 13 d'abril de 2010 | 4 189 000 (22,8%) |

### Segona part
| Núm. (sèrie) | Núm. (temp.) | Títol                              | Director (és)  | Data d'emissió     | Audiència         |
| ------------ | ------------ | ---------------------------------- | -------------- | ------------------ | ----------------- |
| 3            | 1            | «Una relación muy difícil»         | Salvador Calvo | 4 d'abril de 2011  | 1 661 000 (8,0%)  |
| 4            | 2            | «Momentos difíciles para Cayetana» | Salvador Calvo | 12 d'abril de 2011 | 2 615 000 (14,5%) |

## Localizaciones
El palau de Liria, residència de la Casa d'Alba a Madrid i principal seu de la seva col·lecció d'art i arxiu històric, encapçala la selecció de localitzacions de La Duquesa. Els jardins, el vestíbul i la biblioteca de Liria són els tres enclavaments en els quals s'han gravat seqüències de la TV-movie. Per a recrear l'interior del palau es va triar el palau de Fernán Núñez, actual seu de la Fundació dels Ferrocarrils Espanyols. La finca de La Granjilla, conjunt històric situat en la localitat d'El Escorial, així com la plaça de toros de Las Ventas, el Palau de Congressos i la carrer Bailén completen la llista de localitzacions destacades.
La seqüela afegeix localitzacions a Sevilla, com l'Ajuntament, l'Església del Cristo de los Gitanos, el Palau de las Propietarias, i a Madrid, com el panteó familiar en Loeches.